# ふかや花園プレミアム・アウトレット
ふかや花園プレミアム・アウトレット（ふかやはなぞのプレミアム・アウトレット、英文名称：Fukaya-Hanazono Premium Outlets）は、埼玉県深谷市花園にあるアウトレットモールである。2022年（令和4年）10月20日開業。三菱地所グループの三菱地所・サイモンが運営する。

## 概要
関越自動車道花園IC近辺に位置する、首都圏では4番目のプレミアム・アウトレットであり、埼玉県内では三井アウトレットパーク入間、レイクタウンアウトレットに次ぐ3番目のアウトレットモールとなる。現在、プレミアムアウトレットで最も新しい施設である。
2022年10月20日に第1期として133店舗をオープンさせ、第2期・第3期と規模を拡大し、御殿場プレミアム・アウトレットと同じ規模の国内最大規模の施設を建設する計画となっている。西側には、深谷市の農業と観光の魅力を発信する場として整備された「深谷テラスパーク」やキユーピーによる野菜の魅力を体験できる複合型施設「深谷テラス ヤサイな仲間たちファーム」がある。

## 沿革
- 2018年（平成30年）10月20日 :建設予定地隣接地に先行してふかや花園駅が開業[7][6]。
- 2019年（平成31年）3月15日 : ふかや花園駅前土地区画整理事業の都市計画決定告示[8]。
- 2021年（令和3年）
  - 7月27日 : 名称が「ふかや花園プレミアム・アウトレット」に正式決定[9]。
  - 8月1日 : 着工[9]。
- 2022年（令和4年）
  - 7月30日 : 開業日が同年10月20日に決定[10]。
  - 10月17日 : 内覧会が開催された[11]。
  - 10月19日 : プレオープン[12]。
  - 10月20日 : 第1期開業[4][2]。
- 2023年（令和5年）10月7日 : ふかや花園駅前土地区画整理事業の完了に伴い、住所(所在地)表示および郵便番号が変更[13]。
  - 住所は深谷市黒田169番地から深谷市花園1番地に変更、郵便番号は369-1244から369-1248に変更となった。

## 主な施設

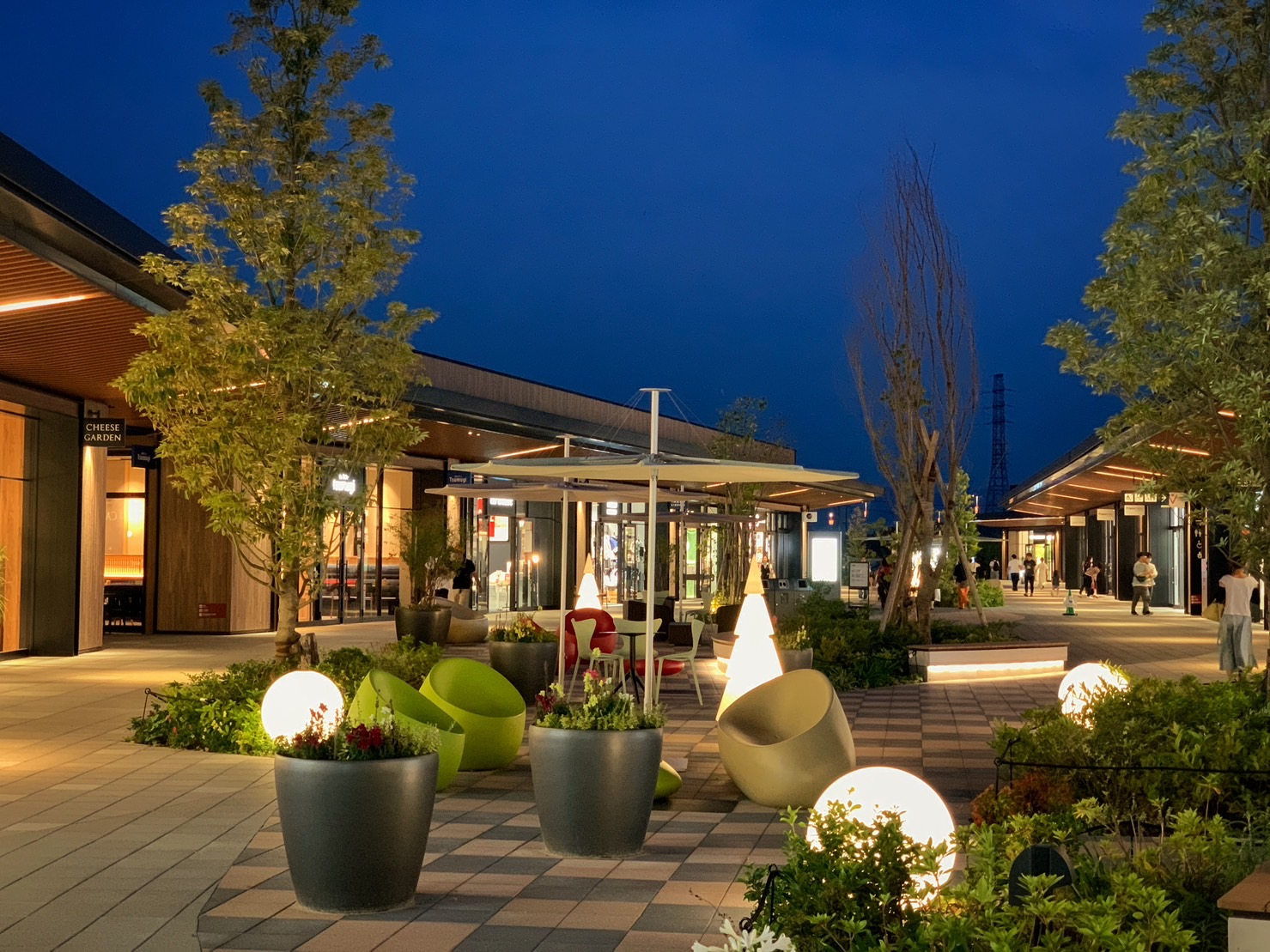
夜間ライトアップの様子（2023年6月）

- 夜間ライトアップの様子（2023年6月）あそぼ！ガリガリ君[4][10]

## 交通
バス
- 東京駅高速バスターミナル・バスタ新宿・練馬区役所前から本庄・伊勢崎方面のジェイアールバス関東[14][15]（1日1往復のみ発着）
- 川越駅西口から直通の広栄交通バスブルーライナー（土休日1往復のみ）[16][17][18]
- 森林公園駅北口から花園観光バス[19]

※ 深谷駅南口方面は2023年8月27日を以て、大宮駅方面は2023年12月28日を以て運行終了。